# OMSI Der Omnibussimulator
OMSI Der Omnibussimulator — компьютерная игра в жанре симулятора водителя автобуса. Разработана немецкой студией M-R Software.

## Разработка
Первая информация о разрабатывающейся игре появилась 29 марта 2009 года. 17 апреля 2009 года разработчиками была продемонстрирована главная музыкальная тема. 25 апреля был открыт форум, посвященный OMSI. Практически сразу M-R Software объявила о том, что игра будет доступна для моддинга и редактирования, и уже 16 мая 2009 года было представлено 4 видеоурока для 3D-редактора Blender, повествующих о создании зданий для игрового мира. 11 июля 2009 разработчики уточнили некоторые детали геймплея — в частности, что главным маршрутом будет являться 92, пролегающий по значительной части Западного Берлина, тогда же была показана достаточно крупная партия скриншотов. До 9 ноября 2009 года был перерыв в новостях. Однако в день двадцатой годовщины падения Берлинской стены появилась информация об автобусе MAN SD200 образца 1985 года.
В течение 2010 года был очередной длительный перерыв, но 2 ноября 2010 года была анонсирована предварительная дата выхода игры — весна 2011 года, кроме того, была обнародована цена — 29,99 евро. Помимо этого, была объявлена совместимость с игровыми устройствами TrackIR. 12 декабря 2010 года разработчики продемонстрировали предрелизное видео, а 5 февраля 2011 — окончательная дата выхода — 18 февраля. 14 февраля был выложен для бесплатного скачивания набор разработчика дополнений, а 18 февраля состоялся релиз коробочной и электронной (при помощи сервиса Aerosoft) версий.
8 марта 2011 был выпущен патч до версии 1.01, исправляющий многие ошибки, а также вносящий небольшие изменения в графику. 21 декабря 2012 года была анонсирована OMSI 2, предварительный релиз которой был назначен на 4 квартал 2013 года. 30 ноября 2013 была утверждена окончательная дата выхода OMSI 2 — 11 декабря 2013 года (Steam-версия).

## Геймплей
В игре присутствуют двухэтажные автобусы MAN серий SD200 и SD202 с оригинальными логотипами производителя, представлены модификации с 1977 по 1992 модельные года. Место действия — Западный Берлин  второй половины 1980-х, район Шпандау, а также маленький городок Грундорф, позиционируемый разработчиками как учебно-тренировочная карта. Симулятор поддерживает смену времени суток, погоды, времен года. ИИ-трафик имеет плохую модель поведения: хоть и соблюдает нормы ПДД: приоритет проезда перекрестков, скоростной режим, предоставление возможности перейти дорогу на переходе; но встречаются также специально сгенерированные игрой нарушители (подрезания при перестроении и т. п.), но иногда ряд из множества машин начинает перестраиваться в другую полосу в унисон.
В OMSI 2 был добавлен скрипт сочленения и два новых автобуса серий MAN NL202 и MAN NG272, а также времена разрушения берлинской стены.

## ИИ-трафик
ИИ-трафик состоит, в основном, из следующих автомобилей: легковых Volkswagen Golf, Mercedes-Benz W123, Volkswagen T3, Opel Manta B и Citroën BX, а также грузовых MAN F90. В игру OMSI 2 были добавлены автомобили Trabant 601 и Mercedes-Benz TN. В отличие от OMSI 1, в OMSI 2 можно услышать звук ИИ-машин.

## Поддержка модов
Симулятор поддерживает беспрепятственное использование пользовательского контента. Разработчиками выпущен SDK, позволяющий редактировать большинство элементов игрового мира и транспортных средств. На официальной вики-странице игры присутствует около десятка различных руководств по созданию дополнений.
Начиная с выхода версии 1.01, одними из первых пользовательских автобусов стали FBW 549, Karosa B732 и ЛиАЗ-677. На настоящий момент номенклатура брендов производителей автобусов, созданных и добавленных игроками, заметно расширилась. Среди них присутствуют как автобусы автозаводов стран СНГ, так и зарубежных производителей.
Разработчиками были выпущены официальные платные дополнения «Вена» и «Mercedes-Benz O305», добавляющие в игру соответственно карту города Вена с автобусом Gräf und Steyr LU200, и автобус Mercedes-Benz O305 с картой города Нойендорф. Также было выпущено дополнение «Три поколения», добавляющее три автобуса марки Mercedes-Benz разных поколений. Позднее появилось официальное дополнение «Чикаго», содержащее карту города Чикаго (район Downtown) и характерные для местных маршрутов автобусы.
В апреле 2017 года вышел аддон Citybus i280, добавляющий в игру венгерские сочленённые автобусы Ikarus-280. Он стал первым платным аддоном, выпущенным российскими разработчиками.
Также разрабатываются моды для ИИ-трафика.

## Критика
OMSI и OMSI 2 получили смешанные отзывы критиков.
Интернет-журнал 4Players положительно оценил OMSI. В обзоре были отмечены многие технические детали и обширные возможности настройки, однако устаревшая графика, особенно изображение пассажиров, вызвала негативную оценку.
Рецензент PC Action дал игре негативную оценку. Помимо устаревшей графики критиковались технические ошибки и низкая производительность.